# Guennol-Löwin
Die Guennol-Löwin ist eine 8,26 Zentimeter hohe proto-elamische Kalkstein-Statuette, die ca. 3000 v. Chr. geschaffen sein soll. Die Authentizität des Stückes ist allerdings in Fachkreisen umstritten.
Der Name ist in zweierlei Hinsicht missverständlich, Guennol ist nicht der Fundort, sondern die walisische Übersetzung des Namens Martin, sie gehörte nämlich lange dem Sammler Alastair Bradley Martin. Das dargestellte Fabelwesen ist kein Löwe, sondern eine Art Dämon mit weiblichem Löwenkopf.

## Geschichte
Das Stück soll etwa 1930 bei Bagdad, möglicherweise im Susa-Tempel von Tell Agreb, ausgegraben worden sein. Das wäre bemerkenswert, da die Proto-Elamiter und Elamiter eher im heutigen Westiran lebten.
Alastair Bradley Martin war seit 1948 Besitzer der Statue, ausgestellt wurde sie im Brooklyn Museum. Die Figur ist seit 2007 die teuerste Antiquität aller Zeiten, als sie bei Sotheby’s in New York versteigert wurde. Vierzehn bis achtzehn Millionen US-Dollar waren veranschlagt gewesen, doch ein unbekannter Bieter bekam den Zuschlag bei 57 Millionen. Bis 2010 war die Statuette sogar die teuerste je verkaufte Plastik überhaupt, wurde dann aber von Alberto Giacomettis L’Homme qui marche I im Preis übertroffen.